# J. Wiley Edmands

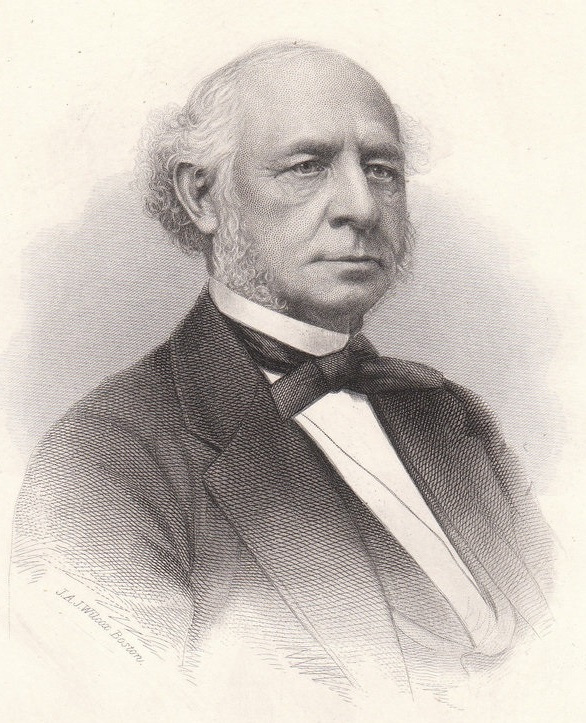
J. Wiley Edmands

John Wiley Edmands (* 1. März 1809 in Boston, Massachusetts; † 31. Januar 1877 in Newton, Massachusetts) war ein US-amerikanischer Politiker. Zwischen 1853 und 1855 vertrat er den Bundesstaat Massachusetts im US-Repräsentantenhaus.

## Werdegang
Wiley Edmands besuchte die öffentlichen Schulen seiner Heimat sowie die English High School in Boston. In den folgenden Jahren arbeitete er in Dedham und Lawrence in der Wolltextilindustrie. Politisch wurde er Mitglied der Whig Party. Bei den Kongresswahlen des Jahres 1852 wurde er im dritten Wahlbezirk von Massachusetts in das US-Repräsentantenhaus in Washington, D.C. gewählt, wo er am 4. März 1853 die Nachfolge von James H. Duncan antrat. Da er im Jahr 1854 auf eine erneute Kandidatur verzichtete, konnte er bis zum 3. März 1855 nur eine Legislaturperiode im Kongress absolvieren. Diese war von den Ereignissen im Vorfeld des  Bürgerkrieges geprägt.
Im Jahr 1855 wurde Edmands Finanzvorstand der Firma Pacific Mills Co. in Lawrence. Nach der Auflösung der Whigs wurde er Mitglied der 1854 gegründeten Republikanischen Partei. Bei den Präsidentschaftswahlen des Jahres 1868 war er einer von deren Wahlmännern, die General Ulysses S. Grant offiziell zum US-Präsidenten wählten. Wiley Edmands starb am 31. Januar 1877 in Newton.